# Épeigné-les-Bois
Pour les articles homonymes, voir Épeigné.
Épeigné-les-Bois est une commune française du département d'Indre-et-Loire, en région Centre-Val de Loire.

## Géographie

### Localisation et communes limitrophes
Épeigné-les-Bois est une commune rurale appartenant au canton de Bléré. Elle est située à l'est du département d'Indre-et-Loire, en limite du Loir-et-Cher, à 12 km de Bléré et à 39 km de Tours.
Les communes limitrophes d'Épeigné-les-Bois sont Francueil, Luzillé, Le Liège et Céré-la-Ronde pour l'Indre-et-Loire et Saint-Georges-sur-Cher pour le Loir-et-Cher. La commune fait partie de l'aire urbaine de Saint-Georges-sur-Cher, du bassin d'emploi de Tours et du bassin de vie de Montrichard Val de Cher.
| Francueil |                  | Saint-Georges-sur-Cher Loir-et-Cher |
| Luzillé   | Épeigné-les-Bois |                                     |
|           | Le Liège         | Céré-la-Ronde                       |

### Géologie et relief
Le tuffeau jaune turonien (C3c) qui constitue l'assise du sous-sol d'Épeigné n'affleure pas sur le territoire, exception faite de l'extrême sud de la commune. Il est en effet recouvert par la strate des argiles à silex sénoniennes (c4-6S), parfois épaisse d'une vingtaine de mètres. Même dans la vallée du ruisseau de Chézelles, les colluvions de pente alimentées par ces argiles ont recouvert le calcaire dans lequel le ruisseau a creusé son lit. Ces argiles sont à leur tour recouvertes, à l'ouest et à l'est, de limons des plateaux éoliens apportés au Quaternaire. Des alluvions modernes et récentes couvrent la vallée du ruisseau de Chézelles. Le territoire d'Épeigné-les-Bois est constitué d'un plateau incliné de l'est (altitude maximale de 141 m à la limite de Céré-la-Ronde et Saint-Georges-sur-Cher) vers l'ouest (115 à 120 m). Il est entaillé du sud au nord par le ruisseau de Chézelles, dans la vallée duquel se trouve l'altitude minimale de la commune (71 m) en limite de Saint-Georges-sur-Cher.
En forme de trapèze isocèle allongé dont la grande base est orientée du nord-est au sud-ouest, l'aire communale est de 1 452 ha, dans la moyenne nationale (1 488 ha).

### Hydrographie

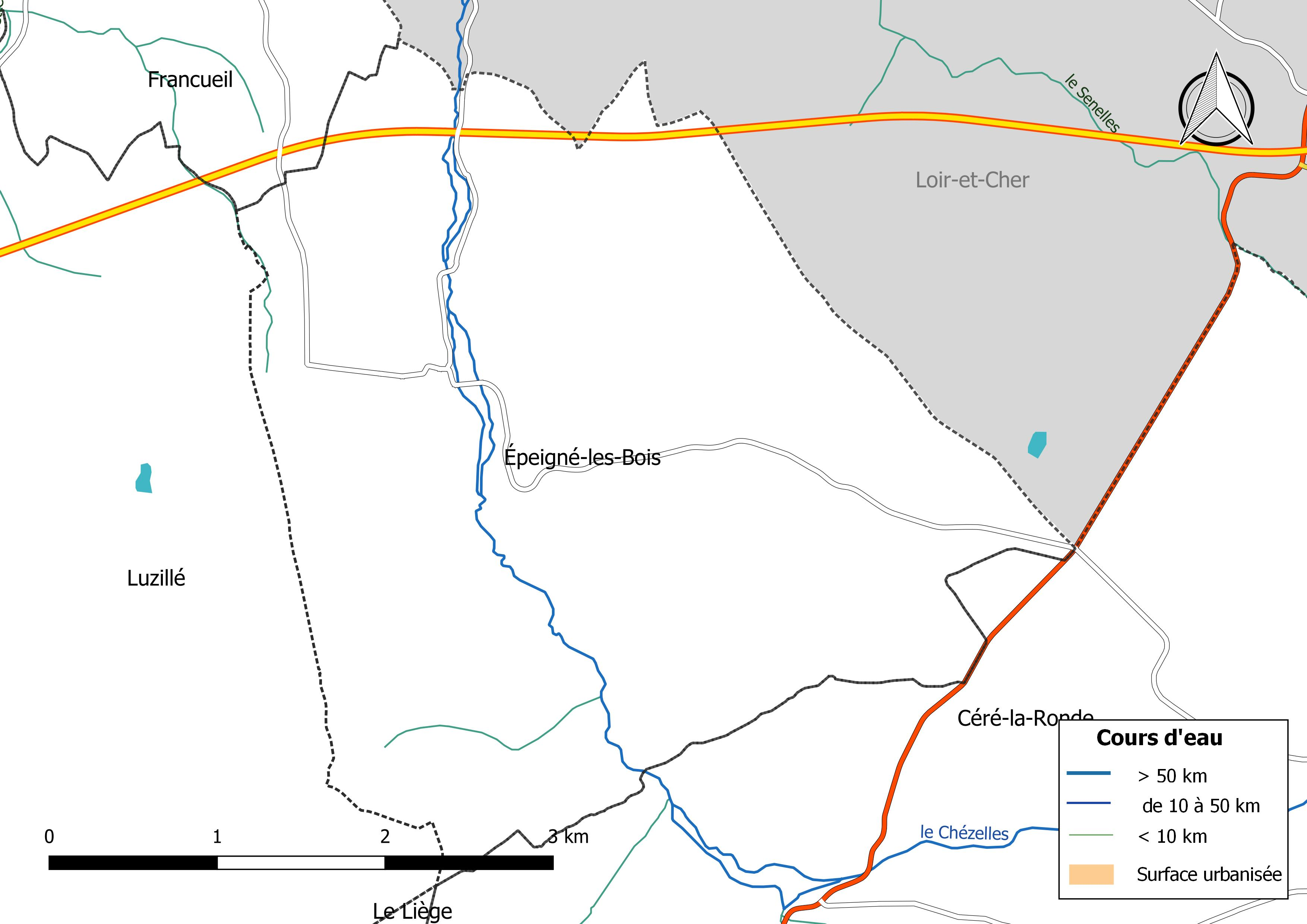
Réseau hydrographique d'Épeigné-les-Bois.

Le réseau hydrographique communal, d'une longueur totale de 9,17 km, comprend un cours d'eau notable, le Chézelles (4,924 km), et trois petits cours d'eau pour certains temporaires,.
Le Chézelles, d'une longueur totale de 16,8 km, prend sa source dans la commune de Céré-la-Ronde et se jette dans le Cher à Saint-Georges-sur-Cher (Loir-et-Cher), après avoir traversé 4 communes. 
Ce cours d'eau est classé dans la liste 1 au titre de l'article L. 214-17 du code de l'environnement sur le Bassin Loire-Bretagne. Du fait de ce classement, aucune autorisation ou concession ne peut être accordée pour la construction de nouveaux ouvrages s'ils constituent un obstacle à la continuité écologique et le renouvellement de la concession ou de l'autorisation des ouvrages existants est subordonné à des prescriptions permettant de maintenir le très bon état écologique des eaux. 
Sur le plan piscicole, le Chézelles est classé en deuxième catégorie piscicole. Le groupe biologique dominant est constitué essentiellement de poissons blancs (cyprinidés) et de carnassiers (brochet, sandre et perche).
Deux zones humides ont été répertoriées sur la commune par la direction départementale des territoires (DDT) et le conseil départemental d'Indre-et-Loire : « la vallée du Ruisseau de Chézelles de Richemont à Epeigné-les-Bois » et « la vallée du Ruisseau de Chézelles d'Epeigné-les-Bois à la Ronde »,.

### Climat
Pour des articles plus généraux, voir Climat du Centre-Val de Loire et Climat d'Indre-et-Loire.
En 2010, le climat de la commune est de type climat océanique dégradé des plaines du Centre et du Nord, selon une étude du CNRS s'appuyant sur une série de données couvrant la période 1971-2000. En 2020, Météo-France publie une typologie des climats de la France métropolitaine dans laquelle la commune est exposée à un climat océanique altéré et est dans la région climatique Moyenne vallée de la Loire, caractérisée par une bonne insolation (1 850 h/an) et un été peu pluvieux.
Pour la période 1971-2000, la température annuelle moyenne est de 11,1 °C, avec une amplitude thermique annuelle de 14,9 °C. Le cumul annuel moyen de précipitations est de 712 mm, avec 11,1 jours de précipitations en janvier et 7,2 jours en juillet. Pour la période 1991-2020, la température moyenne annuelle observée sur la station météorologique de Météo-France la plus proche, sur la commune de Sublaines à 9 km à vol d'oiseau, est de 12,1 °C et le cumul annuel moyen de précipitations est de 647,3 mm,. Pour l'avenir, les paramètres climatiques de la commune estimés pour 2050 selon différents scénarios d'émission de gaz à effet de serre sont consultables sur un site dédié publié par Météo-France en novembre 2022.

### Paysages naturels et biodiversité
Les bois sont toujours très présents sur le territoire, occupant à la fin des années 1980 plus du tiers de la superficie communale. Les terres agricoles sont principalement vouées aux céréales et dans une moindre mesure à l'élevage, bien qu'au nord de la commune apparaissent les premières parcelles des vignobles de la vallée du Cher

## Urbanisme

### Typologie
Au 1er janvier 2024, Épeigné-les-Bois est catégorisée commune rurale à habitat très dispersé, selon la nouvelle grille communale de densité à sept niveaux définie par l'Insee en 2022.
Elle appartient à l'unité urbaine de Saint-Georges-sur-Cher, une agglomération inter-départementale regroupant trois  communes, dont elle est une commune de la banlieue,,. Par ailleurs la commune fait partie de l'aire d'attraction de Tours, dont elle est une commune de la couronne,. Cette aire, qui regroupe 162 communes, est catégorisée dans les aires de 200 000 à moins de 700 000 habitants,.

### Occupation des sols
L'occupation des sols de la commune, telle qu'elle ressort de la base de données européenne d’occupation biophysique des sols Corine Land Cover (CLC), est marquée par l'importance des territoires agricoles (78 % en 2018), une proportion sensiblement équivalente à celle de 1990 (78,3 %). La répartition détaillée en 2018 est la suivante : 
terres arables (36,4 %), zones agricoles hétérogènes (25 %), forêts (22 %), prairies (9,7 %), cultures permanentes (6,8 %). L'évolution de l’occupation des sols de la commune et de ses infrastructures peut être observée sur les différentes représentations cartographiques du territoire : la carte de Cassini (XVIIIe siècle), la carte d'état-major (1820-1866) et les cartes ou photos aériennes de l'IGN pour la période actuelle (1950 à aujourd'hui).

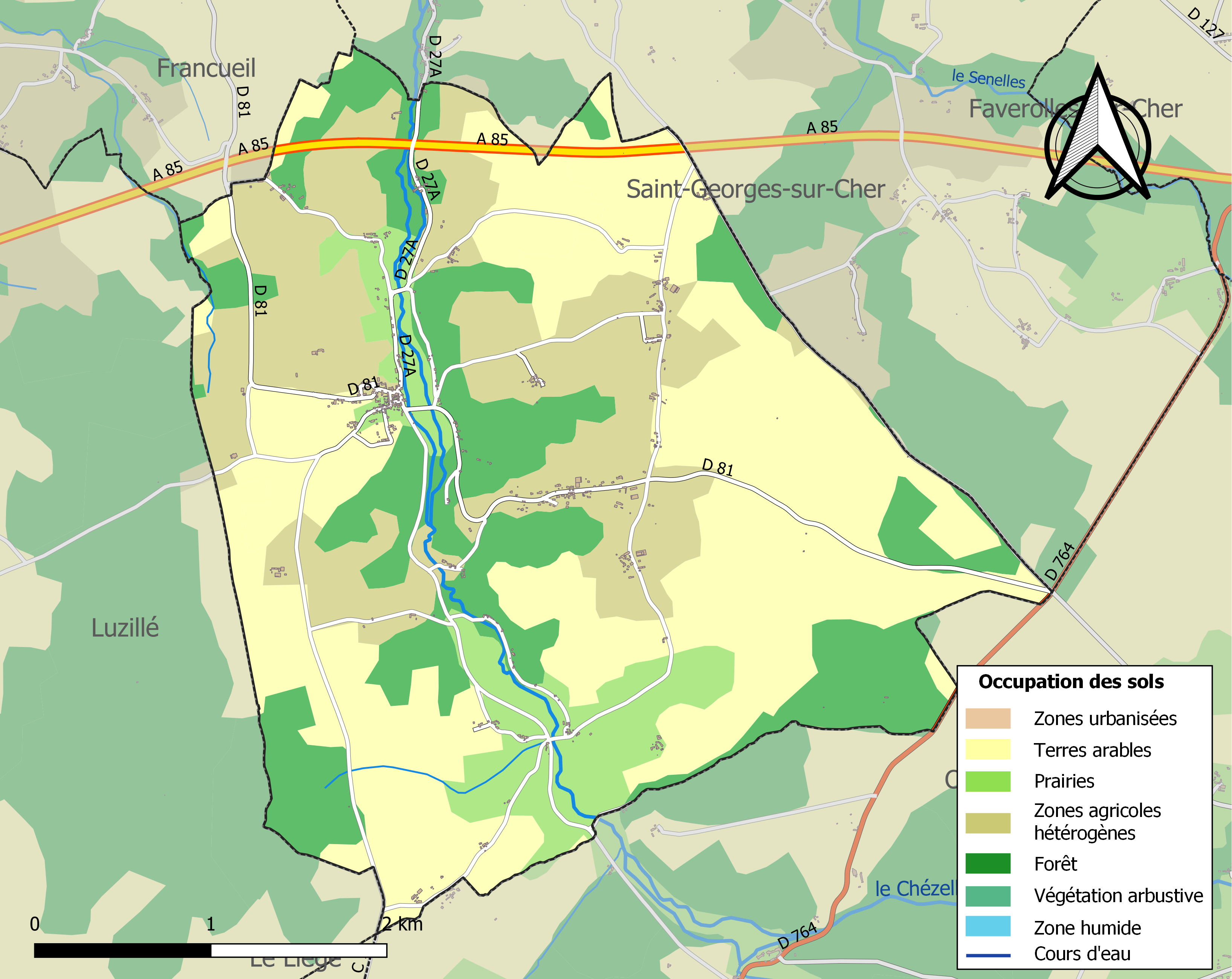
Carte des infrastructures et de l'occupation des sols de la commune en 2018 (CLC).

### Morphologie urbaine
Le bourg est groupé autour de l'église (XIIe et XIIIe siècles) sur la rive gauche du ruisseau, sur une pente douce. Seuls quelques hameaux constituent des noyaux secondaires d'habitat. La proximité de sites touristiques majeurs (Amboise, château de Chenonceau) fait qu'Épeigné-les-Bois est une commune où, en 2015, 16 % des habitations sont des résidences secondaires,.

### Voies de communication et transports
La principale route traversant le territoire d'Épeigné-les-Bois est la D 81 qui relie le château de Chenonceau au nord-ouest à Céré-la-Ronde puis Orbigny au sud-est en passant par le centre-bourg. Une autre route relie le bourg d'Épeigné à Saint-Georges-sur-Cher au nord et Le Liège au sud. L'autoroute A 85 Angers-Vierzon traverse, depuis décembre 2007, le nord d'Épeigné-les-Bois d'ouest en est mais aucune sortie n'existe sur le territoire communal.
Épeigné dispose de trois sentiers de randonnée : 6, 9 et 12 km. Le plus long conduit les randonneurs au château de Montpoupon à Céré-la-Ronde.
La commune n'est pas directement desservie par un réseau de transports en commun. Il faut gagner Montrichard Val de Cher, tête de la ligne C du réseau Rémi pour l'Indre-et-Loire vers Amboise et Tours. Il est également possible de rejoindre Saint-Georges-sur-Cher où la ligne 6 du réseau Rémi pour le Loir-et-Cher permet d'aller à Blois.

### Risques majeurs
Le territoire de la commune d'Épeigné-les-Bois est vulnérable à différents aléas naturels : météorologiques (tempête, orage, neige, grand froid, canicule ou sécheresse), feux de forêts et séisme (sismicité faible). Un site publié par le BRGM permet d'évaluer simplement et rapidement les risques d'un bien localisé soit par son adresse soit par le numéro de sa parcelle.
Pour anticiper une remontée des risques de feux de forêt et de végétation vers le nord de la France en lien avec le dérèglement climatique, les services de l’État en région Centre-Val de Loire (DREAL, DRAAF, DDT) avec les SDIS ont réalisé en 2021 un atlas régional du risque de feux de forêt, permettant d’améliorer la connaissance sur les massifs les plus exposés. La commune, étant pour partie dans le massif de Brouard, est classée au niveau de risque 4, sur une échelle qui en comporte quatre (1 étant le niveau maximal).

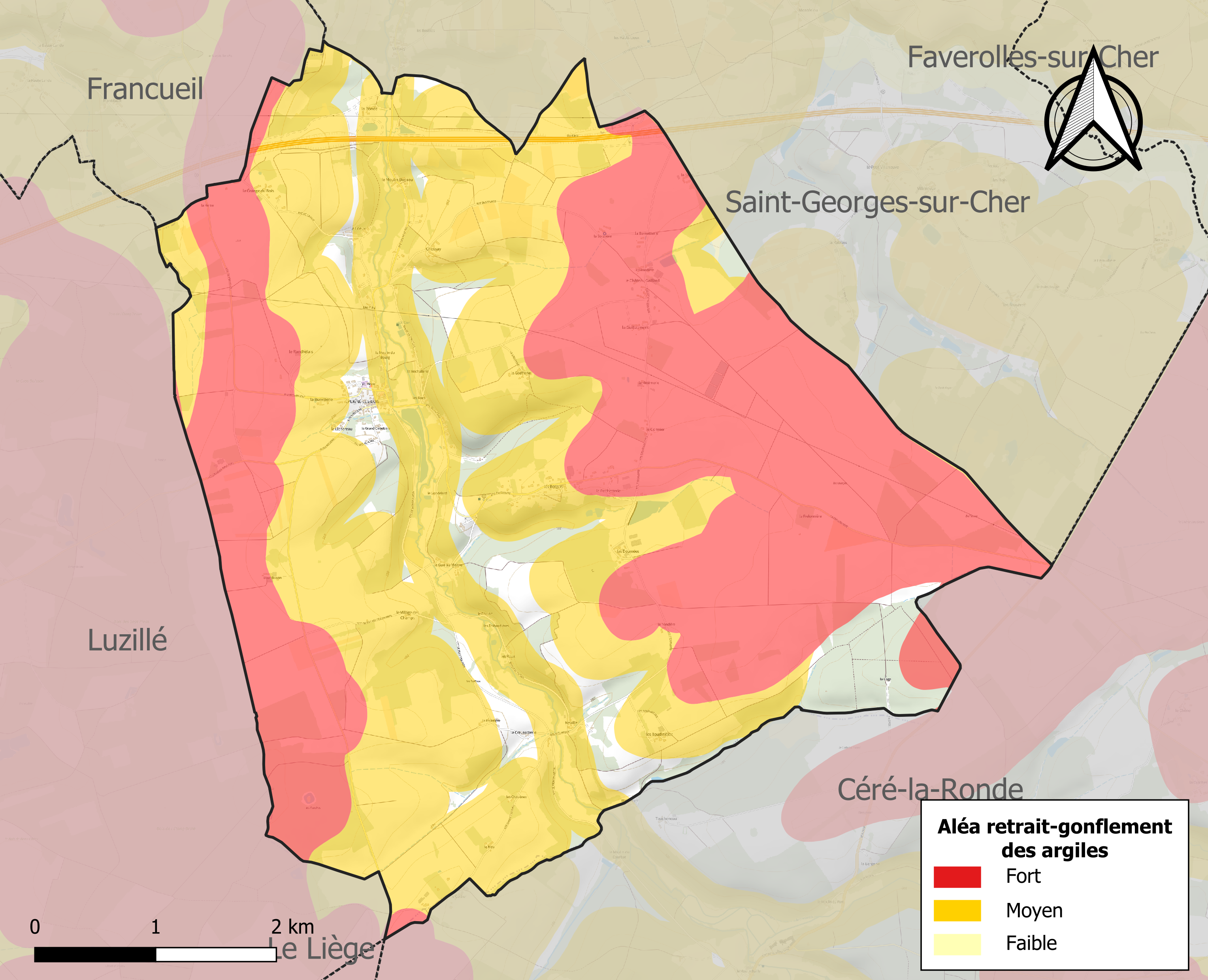
Carte des zones d'aléa retrait-gonflement des sols argileux d'Épeigné-les-Bois.

Le retrait-gonflement des sols argileux est susceptible d'engendrer des dommages importants aux bâtiments en cas d’alternance de périodes de sécheresse et de pluie. 90,6 % de la superficie communale est en aléa moyen ou fort (90,2 % au niveau départemental et 48,5 % au niveau national). Sur les 259 bâtiments dénombrés sur la commune en 2019, 207 sont en aléa moyen ou fort, soit 80 %, à comparer aux 91 % au niveau départemental et 54 % au niveau national. Une cartographie de l'exposition du territoire national au retrait gonflement des sols argileux est disponible sur le site du BRGM,.
Concernant les mouvements de terrains, la commune a été reconnue en état de catastrophe naturelle au titre des dommages causés par la sécheresse en 1996, 1997, 2017 et 2019 et par des mouvements de terrain en 1999.

## Toponymie
Le toponyme se rencontre en 816 sur un diplôme de Louis le Pieux sous la forme Spaniacum. Il est formé du cognomen romain Hispanus et du suffixe -acum d'origine gauloise fréquemment utilisé pour former des noms de domaines. C'est donc le « domaine d'Hispanus ».

## Histoire
Des outils néolithiques en silex et un polissoir sont de rares indices d'une présence humaine à l'époque préhistorique sur le territoire d'Épeigné. Des toponymes comme « le Fourneau » évoquent peut-être des activités métallurgiques protohistoriques ou antiques.
Au IXe siècle, Épeigné est un fief du château d'Amboise et une paroisse rattachée à l'abbaye Saint-Sauveur de Villeloin. C'est probablement au cours du XIe siècle que les moines de cette abbaye font procéder au défrichement des terres les plus fertiles. Un prieuré dédidé à Martin de Tours est fondé dans le bourg, près de l'église, à une date indéterminée mais bien antérieure à sa première mention dans les textes en 1326. Les moines de ce prieuré contrôlent alors le moulin établi sur le ruisseau de Chézelles au niveau du bourg.
La Première et la Seconde Guerre mondiale font respectivement 29 et 4 victimes parmi les combattants originaires d'Épeigné-les-Bois

## Politique et administration
| Période                                  | Période       | Identité             | Étiquette | Qualité  |
| ---------------------------------------- | ------------- | -------------------- | --------- | -------- |
| mars 1977                                | mars 1983     | Gérard Taureau       | SE        | -        |
| mars 1983                                | mars 2008     | Jacky Marchau        | SE        | -        |
| mars 2008                                | mars 2014     | Michel Mergot        | SE        | -        |
| mars 2014                                | juillet 2020  | Christian Percevault | DVD       | Retraité |
| juillet 2020                             | novembre 2022 | Jean Candiago        |           |          |
| Les données manquantes sont à compléter. |               |                      |           |          |

## Population et société
Les habitants d'Épeigné-les-Bois se nomment les « Épeignois ».

### Démographie
L'évolution du nombre d'habitants est connue à travers les recensements de la population effectués dans la commune depuis 1793. Pour les communes de moins de 10 000 habitants, une enquête de recensement portant sur toute la population est réalisée tous les cinq ans, les populations de référence des années intermédiaires étant quant à elles estimées par interpolation ou extrapolation. Pour la commune, le premier recensement exhaustif entrant dans le cadre du nouveau dispositif a été réalisé en 2008.

En 2022, la commune comptait 400 habitants, en évolution de −8,26 % par rapport à 2016 (Indre-et-Loire : +1,67 %, France hors Mayotte : +2,11 %).
| 1793 | 1800 | 1806 | 1821 | 1831 | 1836 | 1841 | 1846 | 1851 |
| ---- | ---- | ---- | ---- | ---- | ---- | ---- | ---- | ---- |
| 431  | 475  | 419  | 464  | 442  | 486  | 480  | 489  | 520  |

| 1856 | 1861 | 1866 | 1872 | 1876 | 1881 | 1886 | 1891 | 1896 |
| ---- | ---- | ---- | ---- | ---- | ---- | ---- | ---- | ---- |
| 540  | 607  | 594  | 618  | 697  | 751  | 777  | 728  | 727  |

| 1901 | 1906 | 1911 | 1921 | 1926 | 1931 | 1936 | 1946 | 1954 |
| ---- | ---- | ---- | ---- | ---- | ---- | ---- | ---- | ---- |
| 658  | 616  | 587  | 519  | 481  | 465  | 479  | 445  | 457  |

| 1962 | 1968 | 1975 | 1982 | 1990 | 1999 | 2006 | 2008 | 2013 |
| ---- | ---- | ---- | ---- | ---- | ---- | ---- | ---- | ---- |
| 453  | 404  | 351  | 389  | 364  | 376  | 412  | 422  | 436  |

| 2018 | 2022 | - | - | - | - | - | - | - |
| ---- | ---- | - | - | - | - | - | - | - |
| 410  | 400  | - | - | - | - | - | - | - |

### Enseignement
Les communes d'Épeigné-les-Bois et de Luzillé ont créé un regroupement pédagogique intercommunal pour les enfants des deux communes scolarisés en primaire. L'école maternelle est installée à Épeigné-les-Bois et l'école élémentaire à Luzillé.
La carte scolaire départementale prévoit la scolarisation des étudiants d'Épeigné-les-Boi dans le collège du Reflessoir de Bléré et le lycée Léonard-de-Vinci d'Amboise.

### Santé et services d'urgence
Aucun professionnel de santé n'est installé à Épeigné-les-Bois. Les médecins généralistes les plus proches exercent à Luzillé ou Saint-Georges-sur-Cher.
L'hôpital le plus proche est le centre hospitalier intercommunal Amboise - Château Renault à Amboise.

## Économie
Le tableau ci-dessous détaille le nombre d'entreprises implantées à Épeigné-les-Bois selon leur secteur d'activité et le nombre de leurs salariés :
|                                                              | Total | %     | 0 salarié | 1 à 9 salariés | 10 à 19 salariés | 20 à 49 salariés | 50 salariés ou plus |
| ------------------------------------------------------------ | ----- | ----- | --------- | -------------- | ---------------- | ---------------- | ------------------- |
| Ensemble                                                     | 42    | 100,0 | 34        | 7              | 1                | 0                | 0                   |
| Agriculture, sylviculture et pêche                           | 9     | 21,4  | 9         | 0              | 0                | 0                | 0                   |
| Industrie                                                    | 4     | 9,5   | 2         | 1              | 1                | 0                | 0                   |
| Construction                                                 | 2     | 4,8   | 1         | 1              | 0                | 0                | 0                   |
| Commerce, transports, services divers                        | 23    | 54,8  | 20        | 3              | 0                | 0                | 0                   |
| dont commerce et réparation automobile                       | 2     | 4,8   | 2         | 0              | 0                | 0                | 0                   |
| Administration publique, enseignement, santé, action sociale | 4     | 9,5   | 2         | 2              | 0                | 0                | 0                   |
| Champ : ensemble des activités.                              |       |       |           |                |                  |                  |                     |

## Culture locale et patrimoine

### Lieux et monuments
L'église Saint-Aignan date du IXe siècle.
La paroisse appartenait en 816 à l'abbaye de Villeloin.
Le chœur voûté en cul-de-four et le croisillon nord en berceau remontent au XIIe et XIIIe siècles. La nef, particulièrement étroite, est divisée en deux travées carrées à six voûtes d'un type rare. À l'entrée du chœur, près de la statue de saint Vincent, se trouve la corne du saint, haute d'environ 2 mètres. Le prieuré accolé à l'église a été très remanié.
En contrebas de l'église, un escalier donne accès à un souterrain avec une source aux vertus réputées curatives (source Saint-Aignan). L'église et cette crypte constituent des points d'intérêt complémentaire pour les touristes, français ou étrangers, qui viennent visiter le château de Chenonceau.
Place de l'église se trouve une maison couverte d'un toit à l'impériale. Par sa forme en nef renversée et la disposition de ses ardoises, il ressemble à la toiture du bâtiment des dômes du château de Chenonceau.